# Hrușcivka, Zolotonoșa
Hrușcivka (în ucraineană Хрущівка) este un sat în comuna Lukașivka din raionul Zolotonoșa, regiunea Cerkasî, Ucraina.

## Demografie
Componența lingvistică a localității Hrușcivka
     Ucraineană (97,96%)
     Rusă (2,04%)
Conform recensământului din 2001, majoritatea populației localității Hrușcivka era vorbitoare de ucraineană (97,96%), existând în minoritate și vorbitori de rusă (2,04%).